# 木撮乃姐石板墓群
木撮乃姐石板墓群位於四川省昭覺縣，文物遺址年代判定為戰國到西漢。2004年增補為第六批四川省文物保護單位。